# Currie Cup 1989
La Currie Cup de 1989 fue la quincuagésima primera edición del principal torneo de rugby provincial de Sudáfrica.
El torneo fue compartido entre Northern Transvaal y Western Province al empatar en la final.

## Participantes

### Fase Final
| Equipo             | Título                   |
| ------------------ | ------------------------ |
| Northern Transvaal | Ganador División A       |
| Western Province   | Segundo Lugar División A |
| Western Transvaal  | Ganador División B       |

### Semifinal
| 30 de septiembre | Western Transvaal | 9 - 71 | Western Province | Potchefstroom, |  |

### Final
| 7 de octubre | Western Province | 16 - 16 | Northern Transvaal |  |  |

### Campeón
| Bandera de Sudáfrica       |
| Campeón Northern Transvaal |
| Décimo sexto título        |

| Bandera de Sudáfrica     |
| Campeón Western Province |
| Vigésimo octavo título   |